# Wer hat meinen Vater umgebracht
Wer hat meinen Vater umgebracht (französischer Originaltitel: Qui a tué mon père) ist ein autobiographisches Essay des französischen Schriftstellers Édouard Louis. Zentral ist die Beziehung zwischen dem Autor und seinem Vater, die sich von einer anfänglichen beiderseitigen, schweigenden Verachtung zu einem gegenseitigen Verständnis und einer spät eingestandenen Liebe entwickelt. Das Essay mündet in eine scharfe Anklage gegen einzelne Politiker und die Politische Klasse im Allgemeinen, deren Entscheidungen nach Ansicht des Autors für die Schwächsten der Gesellschaft eine Frage von Leben oder Tod bedeuten können. Das Essay knüpft inhaltlich an seinen Roman Das Ende von Eddy an.

## Inhalt
Das Essay erzählt in nicht-chronologischen Episoden aus der von ärmlichen Verhältnissen und häuslicher Gewalt beherrschten Kindheit und Jugend des Autors. Der Autor beschreibt ein durch den Männlichkeitswahn des Vaters bestimmtes Familienleben in einem Dorf der Picardie. Die Angehörigen schwanken zwischen Anpassung an die kärglichen Lebensumstände und einer paradoxen Selbstbehauptung, die Würde und Selbstwirksamkeit in Äußerlichkeiten und damit letztlich doch in Anpassung findet. Die beschriebenen Situationen aus dem Leben im Unterschichtenmilieu sind von Hilflosigkeit, Demütigung, Scham und Alkohol geprägt. Obgleich immer wieder ein Ausbruch aus diesem Teufelskreis möglich scheint, gelingt er vor allem dem Vater nicht. Der Autor, der homosexuelle Sohn, berichtet in vielen Episoden, wie er und der machistische und rassistische Vater sich durch Einsicht in die Lebensweise des anderen schließlich doch noch annähern.
Der nach einem schweren Arbeitsunfall dem Wandel der französischen Sozialleistungen ausgelieferte Vater führt den Autor dazu, die Reihe der für die Kürzungen verantwortlichen Politiker Kriminellen gleichzustellen: „Emmanuel Macron stiehlt dir das Essen direkt vom Teller.“ Wie auch schon der den Tod des Vaters vorwegnehmende Titel zeigt, wandelt sich die disparate Liebeserklärung an den Vater zu einer politischen Kampfschrift gegen Konservatismus, Neoliberalismus und eine neoliberal auftretende Sozialistische Partei.
Gegen Ende des Buches rückt Louis die genannten Regierungschefs und weitere, namentlich aufgeführte, verantwortliche Minister in die Nähe von Mördern, „die dank der Anonymität oder des Vergessens der Schande entgehen“ und die er deshalb der immer wieder mystifizierend behaupteten Anonymität des Systems entreißen will: „Ich möchte ihre Namen in die Geschichte einschreiben, das ist meine Rache.“ Diese Personalisierung von Verantwortung für soziale Schieflagen sorgte in liberalen und konservativen Kreisen für Empörung. Das Buch schließt mit den dem Vater in den Mund gelegten Worten: „ich glaube, was es bräuchte, das ist eine ordentliche Revolution.“

## Rezeption
„Das neue Buch handelt von der herrschenden Klasse in seinem Heimatland und den Auswirkungen der Politik in die Familien hinein. Es ist einerseits eine nachgetragene Liebeserklärung an den Vater, andererseits eine Kampfansage an eine abgehobene Politik. Literatur muss gar nichts. Aber so, wie Louis sie als Waffe nutzt, möchte man ihr eine Wirkung wünschen: ein Umdenken, ein Mehr an Aufmerksamkeit.“

„Der Sohn instrumentalisiert die Geschichte des Vaters, um seiner Wut gegenüber den ‚Herrschenden‘ freien Lauf zu lassen. Er … wiederholt Episoden, die wir schon aus seinem Debüt kennen. … ein aufwühlendes Buch. Weil es um sozialen Aufstieg und um soziale Durchlässigkeit geht. Um verpasste Chancen und um Verstrickungen in fatale Gedankenmuster.“

„Mitten im Gelbwestenkampf legt der junge französische Erfolgsautor Édouard Louis ein neues Buch über sich und seine Familie vor. Es ist ein vulgärsoziologisches Pamphlet geworden.“

Die größte Pariser Boulevardzeitung Le Parisien wertet das Buch als wütend und ergreifend („rageur et poignant“). Im französischen Nachrichtenmagazin L’Express wird das Buch als sofort berührend bezeichnet, aber bedauert, dass das nur 85 Seiten umfassende Werk dünn bis kärglich („maigre, voire étriqué“) sei. Die französische Fassung umfasst 85 Seiten, die deutsche 77.

## Ergänzende Literatur
- Martin Hirsch: Comment j'ai tué son père : roman, Paris : Stock, 2019, ISBN 978-2-234-08651-7.